# Vita Marissa
Vita Marissa, née le 4 janvier 1981, est une ancienne joueuse de badminton indonésienne. Elle a remporté la médaille de bronze en double mixte aux championnats du monde de badminton 2007. Elle est désormais entraîneuse de double mixte à Pelatnas.
Elle a gagné l'Open d'Indonésie en 2001 avec Deyana Lomban. Elle a participé aux Jeux Olympiques de 2004 avec Nova Widianto et ceux de 2008 avec Flandy Limpele en double mixte. Elle gagne la médaille de bronze en 2008. Elle a gagné l'Open de Malaisie en 2013 avec Praveen Jordan. Elle prend sa retraite en 2015.